# الفقهاء (أسلم)

تعديل مصدري - تعديل

الفقهاء هي إحدى قرى عزلة أسلم اليمن بمديرية أسلم التابعة لمحافظة حجة، بلغ تعداد سكانها 132 نسمة حسب تعداد اليمن لعام 2004.